# 中京工業地帯
| 名古屋港へ入港するタンカーと名港トリトン（名港西大橋） |  | 伊勢湾岸自動車道の豊田JCT |
| 名古屋港へ入港するタンカーと名港トリトン（名港西大橋） |  | 伊勢湾岸自動車道の豊田JCT |

| 四日市コンビナート |  | 鈴鹿サーキット |
| 四日市コンビナート |  | 鈴鹿サーキット |

中京工業地帯（ちゅうきょうこうぎょうちたい）は、愛知県・三重県北勢・岐阜県南部の東海3県（中京圏）に広がる日本有数の工業地帯である。京浜工業地帯・阪神工業地帯と並ぶ三大工業地帯のひとつで、太平洋ベルト地帯の中核である。
製造品出荷額の割合では、機械工業の割合が約7割。世界的な自動車メーカーであるトヨタ自動車を中心とした自動車産業や、航空宇宙産業などが盛ん。現在の日本では生産額が1位の工業地帯（地域）である。

## 概要

### 概説について
京浜工業地帯、阪神工業地帯と比較した場合、製造品出荷額で見た規模は約55兆円にのぼり（工業統計表、2001年）、2位の阪神工業地帯を大きく離して日本最大である。従業者数をみても従業者数は100万6743人を有し（工業統計表、2001年）、日本有数の工業集積地帯である。主な港湾として、名古屋港・衣浦港・三河港・四日市港・津松阪港などを擁する。
明治時代には製糸業、紡績業、繊維工業が盛んであった。トヨタ自動車の源流企業も豊田自動織機という力織機メーカーであり、そこから現在の世界的な自動車メーカーであるトヨタグループに発展していった。第二次世界大戦中から鉄鋼業・機械工業が、戦後には三重県四日市市の四日市コンビナートなどに石油化学工業が進出し、一時期四日市ぜんそくなどの公害被害が発生したが現在は克服した。戦前は特に愛知航空機、三菱重工業、川崎航空機工業、中島飛行機（現在のSUBARU）などの工場があり航空機生産が盛んで軍需産業の重要拠点であった流れから、現在でも航空機の部品やロケット製造などの航空宇宙産業における日本最大の集積地である。総合特別区域法に基づき国から指定を受けた国際戦略総合特区「アジアNo.1航空宇宙産業クラスター形成特区」として愛知県・岐阜県を中心とした地域が指定されている。本地域は、日本の航空機・部品生産額の50%以上、航空機体部品の約80%のシェアを保持している。
愛知県豊田市・刈谷市・岡崎市・安城市・豊橋市・大府市や三重県鈴鹿市などではトヨタ自動車を筆頭としたトヨタグループの企業が集積しており、日本最大の自動車工業集積地として中京工業地帯を牽引している。
愛知県名古屋市・知多市や三重県四日市市の伊勢湾湾岸部では石油化学コンビナートの集積が見られ、愛知県東海市には日本製鉄名古屋製作所や愛知製鋼（トヨタグループ）などの大規模な製鉄所などが立地する。
旧尾張国に属する愛知県一宮市や岐阜県岐阜市周辺では日本最大の毛織物（ウール）産地であり、「尾州（びしゅう）ウール」という高級ブランドテキスタイルとして世界的に知られる。今では、イタリアのビエッラ、イギリスのハダースフィールドとともに世界三大毛織物産地の一角に数えられるほどである。また、岐阜県大垣市では繊維工業が盛んである。
瀬戸市・常滑市や岐阜県多治見市・土岐市（陶磁器生産日本一）、三重県四日市市では、瀬戸焼・常滑焼・萬古焼などの伝統的な窯業が発達している。

### 名称について
「中京」とは、名古屋市が東京市（現在の東京都区部）と京都市との間に位置している点から、明治時代に名古屋市が「中京」と呼称されたことに因む。
「中京」の呼称は明治20年代なかばより使用例がみられる。明治20年代の名古屋を中心とする産業、鉄道、都市の発展で東西大経済圏に対する中京意識が生まれ、「東海道線の中間点」を、さらに「全国の中心、中日本の中心」を目指す名古屋経済圏の意味があった（実際に両京と並ぶ実勢をもつのは明治末期）。

## 主な都市
製造品出荷額等が1兆円を超える市町村のみ掲載
| 市町村   | 製造品出荷額等 （単位：万円） | 主な産業                                   | 主要立地企業                                                                                             |
| -------- | ----------------------------- | ------------------------------------------ | --- |
| 豊田市   | 1,459,029,067                 | 自動車                                     | トヨタ自動車・東海理化電機製作所・林テレンプ・小島プレス工業・アイシン高丘                               |
| 名古屋市 | 349,038,142                   | 電気機械器具・自動車・航空機・化学         | 三菱電機・三菱重工業・東レ・東亞合成・日本特殊陶業・日本ガイシ・三洋化成工業・ブラザー工業・愛知機械工業 |
| 四日市市 | 305,837,170                   | 電子部品・デバイス・電子回路・石油・化学   | 住友電装・富士電機・東ソー・コスモ石油・昭和四日市石油・三菱ケミカル                                     |
| 岡崎市   | 234,527,466                   | 自動車・生産用機械器具                     | 三菱自動車工業・アイシン・ジェイテクト・フタバ産業・FUJI                                                 |
| 安城市   | 228,403,620                   | 自動車・電気機械器具                       | デンソー・アイシン・愛三工業・マキタ                                                                     |
| 田原市   | 199,916,025                   | 自動車                                     | トヨタ自動車                                                                                             |
| 西尾市   | 170,754,452                   | 自動車                                     | アイシン・デンソー                                                                                       |
| 刈谷市   | 163,428,553                   | 自動車・はん用機械器具                     | デンソー・豊田自動織機・アイシン・ジェイテクト・トヨタ車体・トヨタ紡織・アドヴィックス                   |
| いなべ市 | 141,597,665                   | 自動車                                     | トヨタ車体・デンソー                                                                                     |
| 東海市   | 139,699,015                   | 鉄鋼                                       | 日本製鉄・大同特殊鋼・愛知製鋼                                                                           |
| 小牧市   | 136,273,448                   | 電気機械器具・自動車・航空機・業務用機械器 | 三菱重工業・日本ガイシ・日本特殊陶業・住友理工・CKD・ダイフク・三菱重工航空エンジン                      |
| 豊橋市   | 134,863,004                   | 自動車・プラスチック製品                   | デンソー・ジェイテクト・三菱ケミカル・日東電工                                                           |
| 鈴鹿市   | 110,352,743                   | 自動車                                     | 本田技研工業                                                                                             |
| 幸田町   | 109,834,483                   | 自動車                                     | デンソー・ソニーグローバルマニュファクチャリング&オペレーションズ                                        |
| 稲沢市   | 108,002,147                   | 電子部品・デバイス・電子回路               | 三菱電機・ソニーグローバルマニュファクチャリング&オペレーションズ・豊田合成                              |
| 大府市   | 106,389,614                   | 自動車                                     | 豊田自動織機・愛三工業・住友重機械工業                                                                   |
| 亀山市   | 103,389,304                   | 電子部品・デバイス・電子回路・ろうそく     | シャープ・カメヤマ                                                                                       |
| 知多市   | 101,503,764                   | 造船・石油                                 | IHI・ENEOS・出光興産                                                                                     |

### 参考
製造品出荷額等
- 愛知県：46兆9680億円（全国1位）
- 岐阜県： 5兆6271億円
- 三重県：10兆5034億円